# Seikon no Qwaser
Seikon no Qwaser (聖痕のクェイサー Seikon no Kueisā?), literalmente El Qwaser de los estigmas, es un manga escrito por Hiroyuki Yoshino e ilustrado por Kenetsu Satō, fue distribuido en la revista Champion Red y publicado en Norteamérica por Tokyopop. Tiene una adaptación al anime de 24 episodios, que se emitió en la televisión en su forma con fuerte censura y mediante streaming, en el sitio web japonés Biglobe, en su forma sin censura o versión del director.
La serie es célebre por su violencia, fan service, y por el uso de energía vital proveniente de los pechos de mujeres (denominada Soma) como un dispositivo central de su trama.
En octubre de 2010 se emitió un OVA llamado Seikon no Qwaser: El retrato de la Emperatriz (聖痕のクェイサー: 女帝の肖像 Seikon no Kweisā: Jotei no Shouzou?), centrado en el personaje de Ekaterina Kurae.
Se transmitió una segunda temporada, Seikon no Qwaser II (聖痕のクェイサーII Seikon no Kueisā II?), entre abril y junio del 2011, completándose 12 capítulos en total.

## Argumento
La Iglesia Ortodoxa ha conservado y transmitido las «enseñanzas legítimas» de Cristo. Los alquimistas que se han nutrido secretamente de ellas, utilizando la leche sagrada de los pechos las mujeres (soma) como una fuente de bioenergía y manipulando los elementos químicos, son llamados «qwasers» (que significa provocadores de terremotos).
Entre ellos, un grupo de qwasers heréticos que se autodenominan «adeptos» buscan un icono sagrado, la Theotokos (Madre de Dios) de Tsarytsin, de la que se dice contiene el secreto de los milagros realizados por Cristo y el método secreto de la resurrección después de la muerte. La princesa Anastasia, huérfana de la dinastía Romanov, se ha infiltrado en Japón, llevando consigo el icono y escondiéndolo allí, en la Academia Saint Mihailov, una escuela japonesa de propiedad de la iglesia.
Mafuyu Oribe y Tomo Yamanobe son un par de estudiantes que viven en la Academia Saint Mihailov. Tomo es la hija del decano anterior, desaparecido poco antes de comenzar la historia, y Mafuyu es la sobrina del mismo, adoptada tras el fallecimiento de sus padres. Las dos han sufrido persecuciones y aislamiento de parte de los otros estudiantes, liderados por Miyuri Tsujidou, la hija del decano actual de la escuela, y por su segunda al mando, Hana Katsuragi. Sus vidas, sin embargo, dan un drástico giro cuando un día, mientras regresan a casa, encuentran inconsciente a un misterioso chico de cabello plateado y proveniente de Rusia: Alexander «Sasha» Nikolaevich Hell, a quien ayudan. Casi de inmediato, Sasha comienza a pagar su amabilidad y el afecto que le brindan Mafuyu y Tomo no solo deteniendo a quienes las hostigan en la academia,  sino también protegiéndolas de los repentinos ataques de diversos personajes extraños. Sasha es de hecho el «Qwaser de Hierro», que ha sido enviado por Athos, una agencia de la Iglesia Ortodoxa. La Academia St. Mihailov y a su vez Mafuyu y Tomo se ven envuelvas pues en una guerra ancestral de dos bandos de Qwasers por obtener el icono sagrado, oculto en algún lugar de esta academia: Athos, en nombre de la Iglesia (que quiere mantener en secreto la existencia del icono) y los Adeptos (que quieren hacerse con su poder).

## Terminología
- Qwaser (Alquimista certificado)

Cualquiera de los seres humanos poseedores de poderes sobrenaturales que obtienen del soma (una sustancia acuosa contenida en los pechos de las mujeres) y que les confieren la habilidad de manipular un elemento químico, ya sea manipulando los electrones, las vibraciones moleculares o los enlaces atómicos. No se ha aclarado cómo los poderes de los Qwasers se originan en una persona, apartando los experimentos en humanos.
Se menciona que son «descendientes» de Hermes Trismegisto.
- María (Mujer Divina)

Es la designación dada a una mujer, ya sea elegida u obligada por un Qwaser, cuya función principal es la de proporcionar el soma para aumentar la fuerza del Qwaser y de su elemento.
- Soma (Santa Leche)

Es la sustancia sagrada que alimenta a los Qwasers, una combinación de leche materna y esta sustancia mística es uno de los elementos fundamentales en la batalla y de la historia.
Cada vez que un Qwaser se aprovisiona de Soma por medio de la succión de los pezones de una doncella virgen deja muy agotada la fuerza vital de ésta.
Aunque no se ha aclarado, es posible que una doncella no virgen también sea productora de Soma.
Según varios Qwasers, el soma puede ser más «delicioso»/poderoso dependiendo de los sentimientos de la propia María.
- Athos

Una agencia de espionaje y operaciones especiales de la Iglesia Ortodoxa Oriental, cuyo primer objetivo es evitar que la Madre de Dios de Tsarytsin se revele a la comunidad mundial, además de reunir los componentes de Circuito Elemental y evitar un mal uso de los mismos.
- Adeptos

Una secta religiosa, cuyo liderazgo se compone de trece Qwasers, desea adquirir la Madre de Dios de Tsarytsin o cualquier componente del Circuito Elemental y utilizar sus poderes para sus propios fines.
Son conocidos por su extrema brutalidad y las formas severas de iniciar nuevos miembros, dispuestos o no a su causa. Sasha era parte de sus filas antes de ser herido y desterrado por el Qwaser de Oro.
Su base es un lugar aislado, una fortaleza con espléndida decoración de jardines exuberantes, que está en marcado contraste con el retrato sombrío de la organización, como pudo notar Tomo.
- Madre de Dios de Tsarytsin (Theotokos de Tsarytsin)

El legendario icono que representa a la Virgen María amamantando al niño Jesús dentro de la iconografía cristiana.
- Circuito Elemental (High Ancient Circuit)

Son cinco elementos únicos e imposibles de imitar. No se sabe que le dio origen.
Los «testigos» de su existencia son: María (メアリー Mearī?), la mujer de la espada; Magdalena (マグダレナ Magudarena?), la mujer del trueno; Noé (ノア Noa?), el líder del crepúsculo; Moisés (モーゼ Mōze?), el profeta del silencio; y David (デイビッド Deibiddo?), la gracia de la resurrección. La reunión de estos cinco forman el Antiguo Circuito Elemental (古い回路小学校 Furui kairo shōgakkō?).
- Meteoro

Una organización religiosa de los Athos que actúan en forma independiente, son autoproclamados mensajeros de Dios, caracterizados por sus métodos de combate incluso más radicales que los empleados por Los Adeptos, destruyendo todo sin dejar rastro.

## Personajes

### Personajes principales
Mafuyu Oribe (織部まふゆ Oribe Mafuyu?)
Seiyū: Ayumi Fujimura (anime) / Hitomi Nabatame (Drama CD)
Mafuyu es el personaje principal femenino y la hija adoptiva (siendo realmente su sobrina) del anterior decano de San Mihailov, y la protectora auto-designada de Tomo Yamanobe. Optimista y alegre, es experta en kendo, y a pesar de haber dejado el club escolar, sigue portando una espada de madera todo el tiempo. Tiene que soportar las dificultades a diario impuestas por Miyuri y Hana, dirigidas a ella, pero en especial a Tomo. Esto cambia cuando se encuentra con Sasha y comienza a vivir con él y, poco a poco, se enfrentan juntos en las luchas entre Qwasers.
Aunque en desacuerdo con la frialdad y personalidad cerrada de Sasha, Mafuyu comienza a quererlo y los dos van formando un vínculo más fuerte, muy influenciado al tomar ella la iniciativa de provisionarlo de Soma cuando lo necesitase. Se terminan declarando que tienen sentimientos el uno por otro, resultando el primer beso de Mafuyu y Sasha. Se reveló que era la portadora de «La espada de María», un encantamiento de gran alcance que se mantuvo escondido en un huevo de Fabergé. El cómo adquirió el poder no está claro, pero inevitablemente decidió separarse Tomo para aprender a dominarlo, además de prepararse para convertirse en una buena María para Sasha.
Una vez que pudo dominar sus poderes, fue dotada de una gran fuerza y resistencia física, capaz de destruir o mejorar objetos formados por la manipulación de un elemento.
Tomo Yamanobe (山辺灯 Yamanobe Tomo?)
Seiyū: Aki Toyosaki (anime) / Kaori Nazuka (Drama CD)
La hija del anterior decano de San Mihailov. Es única y mejor amiga de Mafuyu Oribe. Tomo es su opuesto exacto, tanto física como mentalmente: es muy infantil e ingenua y físicamente débil, al mismo tiempo teniendo un gran busto del que se siente muy orgullosa. Tomo es la viva imagen de la protectora original de Sasha, Olja, lo cual explicaría el por qué éste tomó el papel de su guardián, muy a pesar de Mafuyu. Es afectiva con todos los que la rodean, siendo Mafuyu su persona más querida. No posee muchas habilidades, pero no quiere ser un estorbo para nadie. Resultó poseedora de un Soma de gran calidad, por lo que comenzó a ser uno de los principales objetivos de Los Adeptos que iban tras Sasha, siendo finalmente secuestrada por el Qwaser de Oro. El Qwaser se apoderó de su cuerpo y trató de obtener la Madre de Dios de Tsarytsin. El plan fracasó y Tomo logró expulsarlo de su cuerpo, volviendo a la normalidad.
Alexander «Sasha» Nikolaevich Hell ("サーシャ" アレクサンドル＝ニコラエビッチ＝ヘル  Arekusandoru "Sāsha" Nikoraebicchi-Heru?, Александр "Саша" Николаевич Хэлл)
Seiyū: Yūko Sanpei (anime) / Junko Minagawa (Drama CD)
Protagonista masculino. Apodado «Sasha, el Mártir». En su primer encuentro, Tomo tropezó con él y después de una situación malinterpretada, termina siendo golpeado por Mafuyu con su espada de madera. Habiéndolo dejado inconsciente, lo llevaron a casa y cuidaron de él hasta el anochecer. Aprovechando un momento de descuido de las chicas, se escapó por la ventana, tras lo cual Mafuyu sale a buscarlo encontrándose con la iglesia de la Academia en llamas, a la cual acude intentando salvar los cuadros de su tío, pero es atacada por el Qwaser de Magnesio. Estando en el momento más crítico Alexander y Teresa intervienen. No pierde el tiempo demostrando sus facultades como Qwaser con el elemento hierro, venciendo al Qwaser de Magnesio con capacidades tales como la formación de una guadaña enorme, junto con la manipulación mediante vibración de los átomos en su elemento para generar el calor necesario para forjar inmensas aleaciones.
Es muy solitario y antipático con las personas, incluso con aquellas a las que da el voto de confianza para referirse a él como «Sasha», mostrándose más dócil con el avance de la serie. Tiene cierta aversión a la mecánica social y cultural de la sociedad japonesa. Su venganza contra los Adeptos se debe a que Olja (オーリャ Orya?, Оля), quien fuese su protectora cuando vivían en un instituto para desarrollar sus habilidades como Qwaser, fue asesinada por el Qwaser de Oro, quien lo desterró marcando la característica cicatriz en el lado izquierdo de su rostro, que brilla en respuesta a la fogosidad de Sasha durante la batalla, para luego sangrar en los momentos de calma posteriores. A su vez el ojo izquierdo también se ve afectado, tornándose rojo.
Aunque al inicio Sasha y Mafuyu tenían muchos roces y diferencias, comienzan a verse atraídos el uno por otro. Sin embargo, no sin antes expresarle sus sentimientos, se ve obligado a separarse de ella y seguir con las misiones impuestas por Athos, prometiéndole volver en cuanto pudiera. En el transcurso de la serie el arsenal de Sasha al subir al cuarto grado de control de su elemento se ve expandido y mejorado, como ejemplo son su guadaña y kunai, y a una espada hecha con su propia sangre.

### Organizaciones

#### Athos
Ekaterina "Katja" Kurae ("カーチャ" エカテリーナ＝クラエ Ekaterīna "Kācha" Kurae?, Екатерина "Катя" Кураэ)
Seiyū: Aya Hirano (anime) / Ui Miyazaki (Drama CD),
Inicialmente acogida por Miyuki como una inocente estudiante de intercambio, Ekaterina es en realidad un Qwaser manipulador del cobre asociado con Athos, aunque no siempre muestra completa lealtad.
Es capaz de fingir muy bien una completa candidez y amabilidad, apariencia que demuestra siempre con Miyuki y cualquier persona no peligrosa.
Eligió a Hana como su María desde el comienzo, sometiéndola a BDSM y humillaciones constantemente, pero desarrollando en el fondo un afecto hacia ella. A pesar de eso, no duda al obtener Soma de cualquier otra chica, incluso llegando Mafuyu a ser su María por un tiempo.
Porta siempre consigo un androide al que se refiere como «Madre», que responde de inmediato a cualquier intento de daño a Ekaterina, siguiendo al instante sus órdenes.
Un hecho interesante sobre Ekaterina es que a menudo se dio a entender que tiene profundas conexiones con el último zar de Rusia Nicolás II y su esposa, la zarina Alejandra Fiódorovna. Más fuertemente, se insinuaba que ella podría estar relacionada íntimamente con la hija del zar, la duquesa Anastasia, o que podía ser en realidad la misma persona, aunque no se sabe si esos hecho son verdad o solo similitudes.
Elizabeth «Lizzy» ("リジー" エリザベス Erisabesu "Richi"?)
Seiyū: Ai Shimizu
Apodada Lizzy. Tiene una personalidad y apariencia muy masculina.
Es la única sobreviviente de una matanza perpetrada por Shin’Ichiro, quien la adoptó como aprendiz por su temperamento enérgico, llegando a mantener una relación afectuosa padre-hija con él, aunque siempre refiriéndose a él como «Maestro».
Ella es un Qwaser manipulador del titanio, sus habilidades se basan principalmente en el manejo de ««Excalibur», una espada de gran tamaño con poderes de resonancia y acústica.
Desde el principio se lleva bien con Mafuyu y las demás chicas, pero tiene muchos roces con Sasha. Esta rivalidad y su lealtad a Shin'Ichiro los hacen pelear constantemente, incluso teniendo que enfrentarse en una batalla planeada por su maestro, siendo la instrucción final de éste que luchara junto a Athos y Sasha.
Reapareciendo tras una larga ausencia al final de la segunda temporada, se hace notar que estuvo fortaleciendo sus poderes.
Shin'Ichiro Ōtori (鳳 榊一郎 Ōtori Shin'ichirō?)
Seiyū: Tōru Ōkawa
Qwaser manipulador del sodio, conocido por el nombre de Phoenix, antiguamente colaboraba con el Qwaser de Oro. Fue profesor de Historia en la Academia St. Mihailov por un breve periodo. Maestro de Elizabeth, siente por ella un afecto paternal.
Cuando hace su primera aparición, aparenta ser un ermitaño cortés, tutor de Elizabeth y a medida va avanzando la historia se descubre su gran destreza como Qwaser, siendo no solo capaz de crear y manejar el fuego, sino también pudiendo manipular el sodio existente en el cuerpo humano, logrando dejar a su objetivo en una parálisis motriz u obligarlo a pensar o actuar como él desee.
Mostrándose como antagonista, ingresa en la Academia St. Mihailov tras la Madre de Dios de Tsarytsin, con el objetivo de invocar la «Espada de María» usando a Tomo como contenedor. A pesar de los esfuerzos de Elizabeth, Sasha llega a la escena para rescatar Tomo, mantienen una batalla, que aparentemente pierde a propósito y una vez derrotado, enciende el sodio de su cuerpo, tras tener una emotiva despedida con Elizabeth.
Por razones misteriosas, que posiblemente incluyen el remordimiento, Shin'Ichiro abandonó su antiguo papel de mano derecha del Qwaser de Oro, tomando posteriormente a Elizabeth como su protegida.
Le dio a entender a Mafuyu que la utilización de Tomo como base de la invocación de la Espada de María fue parte de un plan creado por Yuudai Yamanobe, el tío de ella y padre de Tomo.
Big Mama (ビッグ マム Biggu Mamu?)
Seiyū: Kimiko Saitō
Su nombre real es Nikuma. Es una mujer corpulenta y el mejor estratega de Athos, según Teresa. Además se encarga del entrenamiento ocasional del grupo de Qwaser's y Marías de la Academia St. Mihailov. Ella tiene una actitud militar y es dura en sus métodos, pero a pesar de esto, tiene las mejores intenciones.

#### Los Adeptos
Ayana Minase (水瀬 文奈 Minase Ayana?)
Seiyū: Ayahi Takagaki
Una compañera de clases de Tomo y Mafuyu. Parecía ser de los pocos estudiantes de la clase 1-A dispuestos a entablar conversaciones amistosas con Mafuyu y Tomo. Aunque no intervine cuando ellas están siendo intimidadas o maltratada, ya que, como muchos, temía que al estar con ellas sufriera las posibles represalias de Miyuri y los otros estudiantes que la secundan.
Aparentaba ser una tímida y débil estudiante, pero fue la primera Qwaser en aparecer. Su elemento era el magnesio, capaz de crear cadenas, aros incendiados o cintas. Antes de tratar en vano de encontrar el icono, aterrorizó a Saint Mihailov como una asaltante misteriosa, centrándose en drenar a las chicas de su Soma. Luchando con Sasha, secuestro a Tomo y fue la primera en notar el potencial de su soma. Fue herida de muerte por Sasha.
Inesperadamente re-apareció como un cadáver reanimado cuando Friederich Tanner lo convocó junto con los otros Qwasers caídos para luchar contra Shin'Ichigo Ootori, quien acabó fácilmente con ella.
Su apodo como un adepto es desconocido.
Fool (フール Foru?)
Seiyū: Masayuki Katou
Es un servidor hábil y leal del Qwaser de Oro. Es quien está detrás de todos los ataques hacia Sasha y la Academia St. Mihailov. Su paradero es desconocido después de escapar al ser derrotado el Qwaser de Oro.
Croa, el Purificador (クロア Kuroa?)
Seiyū: Masuo Amada
Conocido como Gas Chamber (Cámara de Gas). Con un aspecto tétrico, era un alto miembro de los Adeptos. Como Qwaser que manipulaba el elemento de cloro, con el que podía crear gases nocivos o letales, al contacto con el agua generaba ácido clorhídrico.
Él fue el que llevó a los milicianos vengativos al convento de Teresa durante las guerras yugoslavas.
Fue vencido por Sasha, en conjunto con Teresa y Mafuyu, y una intervención de Ekaterina.
También fue reanimado y usado para forzar el despertar de la Espada de María y de ser derrotado por Ootori.
Aoi Kuchiba (朽葉 葵 Kuchiba Aoi?)  / Yū Kuchiba (朽葉 悠 Kuchiba Yū?)
Seiyū: Risa Hayamizu
Una sola persona que era originalmente dos gemelos, hermano y hermana.
No se sabe cómo fue su vida antes de ser capturados por Los Adeptos, pero Aoi contó que tuvieron que soportar sus duros entrenamientos apoyándose mutuamente. Por desgracia, el entrenamiento terminó corrompiendo a Yu, convirtiéndolo en un maníaco homicida, pero también en un enorme y poderoso Qwaser manejador del elemento oxígeno, diestro en crear presiones de aire de enormes proporciones, las corrientes capaces de destruirlo todo.
Además de sus actos de tortura, tales como asfixia a quien deseara con tan solo pensarlo o vaciar de oxígeno su entorno.
Su hermana, Aoi, estableció contacto con Sasha y le rogó que matara a Yu para detener el caos que ocasionaba. En un principio, ni a Sasha ni Ekaterina no fueron rival para alguien capaz oxidar el metal, haciéndolos impotentes. En su batalla final con Sasha se reveló que Yu ya no existía, era Aoi todo el tiempo.
Considerada no apta para el combate como un Qwaser, los Adeptos optaron por volver a Aoi una dispensadora de Soma. Al estar a punto de ser catada liberó sus poderes en defensa propia, matando a su agresor, luego descubriendo con horror que era su hermano. El suceso fragmentó su mente, suprimiendo los acontecimientos reales y la condujo a la locura, creando una doble personalidad de ira y odio que tomó la identidad de Yu.
Aprovechando la distracción provocada en su interior, Sasha le mató como le había pedido Aoi en un principio.
Q (エヴァ＝Q（クー） Kū ?) / R (エヴァ＝R（エル） Eru?)
Seiyū: Q: Mai Nakahara / R: Yukari Tamura
Un par de inquietantes hermanas gemelas con gustos masoquistas, armadas con una amplia variedad de herramientas de BDSM, que aparecieron de repente en St. Mihailov, en busca de Sasha.
Q y R eran clones de Eva Silver, capaces de utilizar el mercurio en estado elemental, diseñadas para ser físicamente inmortales, sin importar cuán graves fueran sus lesiones, siempre se regeneraban. Estaban impulsadas a buscar a una persona que las torturara y lastimara para sentir placer.
Posiblemente debido a esa condición lastimosa, Sasha luchó contra ellas solo brevemente, dejando el trabajo a Ekaterina, que estaba mucho más dispuesta a matar a las gemelas. Ella solo logró mantenerlas a raya, hasta que su «madre», Eva Silver, fuera herida por Sasha y ella las usara para curarse.
Otro clon, S, apareció brevemente cuando Eva secuestro a Mafuyu, aunque ella se incineró rápidamente de adentro hacia fuera por Shin'Ichiro Ootori, quien encendió el sodio en su cuerpo y, por tanto, le impidió la regeneración.
Eva Silver (エヴァ＝シルバー Eva-Shirubā?)
Seiyū: Yuu Asakawa
Su posición en la jerarquía es desconocida. Un personaje sádico y desquiciado. Apodada Bruja de Plata. Controladora del mercurio en estado elemental, hábil convocándolo en grandes cantidades, solidificando o moldeándolo a voluntad, pudiéndose volver alambres de púas, cuchillas o gotas, tan poderosas como las balas.
Mientras que Sasha y Ekaterina luchaban contra Q y R, ella apareció en la clase de Mafuyu proclamándose sustituta de una de sus profesoras, habiendo sometido a la profesora por asfixia con mercurio. Procedió a «enseñar» a la clase sobre la belleza de la crueldad y la humillación a los demás, irónicamente reprendiendo a los estudiantes por sus intimidaciones a Mafuyu. Fue derrotada por Sasha, tras una intervención oportuna.
Sin embargo, volvió a aparecer poco después, tras el secuestro de Mafuyu, obligando a Sasha a luchar una vez más. Sasha y Teresa quedan gravemente heridos. Gracias a la aparición de Ekaterina, Sasha pudo recuperarse y aumentar su nivel de poder, derrotándola finalmente.
Eva fue la fuente original de todos sus clones, versiones más jóvenes de sí misma, a las cuales se les dio la inmortalidad física a fin de soportar las atroces torturas que les imponía su ama. Debían de adorarla como su única reina, siempre preparadas para ser reabsorbidas al cuerpo de Eva, a fin de mantener su joven y hermosa figura.
Un doble de Eva Silver fue utilizado más adelante en el intento fallido realizado por el Qwaser de Oro para convocar a la Espada de María.
Joshua Phrygianos (ジョシュア＝フリギアノス Joshua-Firigianosu?, Τζοσουα Φρυγιανος)
Seiyū: Masaya Matsukaze
No posee rango dentro de Los Adeptos y es una verdadera rareza entre ellos. Hermano mayor de Jita. Es generoso, compasivo y, a veces, un poco atolondrado. Además es bueno en la cocina. Cuenta con el título de Sucesor de Hermes Trismegisto.
Fue maltratado por sus compañeros debido a su elemento, roentgenio, débil e inútil, lo que llevó a otros a tratarlo como inferior y considerarlo no apto para ser un Qwaser.
En vano trató de secuestrar a Tomo, que pacíficamente logró hacerle ver cosas de diferente forma. Fue el primero en darle la bienvenida formal al escondite de Los Adeptos. Suele confundirse con su nombre, llamándola Akari.
Reaparece al final de la segunda temporada. Al ser agredido por Katja, hace que su ataque sea inútil, manifestando la marca del Qwaser de Oro, lo que implicaría que se ha ganado sus poderes. Argumenta que viene a rescatar a su hermana.
Jackal (ジャッカル Jakkaru?)
Seiyū: Atsushi Imaruoka
Un miembro de rango desconocido. Un experto francotirador manejando los elementos del plomo. Apareció brevemente, intentando asesinar a Sasha cuando perdió su memoria y poderes, pero fracasó y recibió heridas letales de parte de éste, muriendo finalmanete al ser incinerado por Ootori.
Friedrich Tanner (フリードリ·タナー?)
Seiyū: Ken Narita
El mayor de los hermanos Tanner. Un hombre con ascendencia prusiana aristocrática, apodado el Crest Maker (Creador de Crestas) ya que, sin ser un Qwaser, tenía extraños poderes afines a la brujería, que le permitían crear sellos y conjuros o asumir otra identidad, hipnotizar y obligar a otros a cumplir sus órdenes, o convocar a los demás y teletransportarse a voluntad mediante las cartas del tarot.
Un terrorista internacional muy temido en toda Europa, que cree que el estado actual de ese continente es miserable y utiliza el terror para desestabilizar a la Comunidad Europea, a fin de llevar a colapsar, tratando de revivir el Sacro Imperio Romano con Alemania en su liderazgo. Busca la Madre de Dios para tal fin, utilizando tanto a Athos y los Adeptos como simples peones en un juego que él orquestaba desde las sombras, hasta que apareció para ponerle fin personalmente.
Primero se disfrazó como profesor en St. Mihailov, para luego tratar finalmente de usar el santuario donde el icono estaba oculto, utilizando a Mafuyu y una de sus crestas para reunir las dos mitades de la Espada de María. Casi tuvo éxito, sin embargo fue derrotado y luego asesinado cuando Sasha, Ekaterina y Tasuku combinaron sus esfuerzos para detenerlo.
Jita Phrygianos (ジータュア＝フリギアノス Jita-Firigianosu?, Ιτα Φρυγιανος)
Seiyū: Fuyuka Oura
A veces llamada «Diamante Negro». Hermana menor de Josua, a quien trata como a un tonto. Su elemento es el carbono y puede crear armas blancas a voluntad.
Estando Tomo recién llegada al escondite de los Adeptos, Jita la trata con cierto repudio, debido a su apariencia frágil, aunque aparentemente desarrolló un amor hacia ella, intensificado después de que Georg Tanner la había obligado a cargar con la culpa de una pelea que él había provocado, interviniendo Tomo a su favor, protegiéndola.
En la segunda temporada fue enviada a la Academia Seirei en búsqueda del Trueno de Magdalena. Sus planes iban muy lento, por lo que se le unió Wan Chen, siendo este quien lograra el objetivo. En medio de la batalla fue dejada atrás a modo de sacrificio voluntario por su compañero, siendo capturada por Athos, que le implantó un dije que le impedía usar sus poderes. Desorientada y abandonada por los Adeptos, no le quedó otro remedio que asentarse en la Academia St. Mihailov, a la espera de su rescate.
Georg Tanner (ゲオルグ·タナー?)
Seiyū: Kōji Yusa
Hermano menor de Friederich Tanner, conocido como Gamma Omega. Muy narcisista y arrogante, dispone de sus orígenes aristocráticos con orgullo y trata a los demás como seres inferiores. Es el octavo en la jerarquía de los Adeptos y puede controlar el cobalto y rayos gamma, llevándolo a la creación de la destructiva arma de rayos láser de una ornamentación elaborada que tiene en su mano derecha, que constantemente se limpia y admira.
Él coincide con las creencias de su hermano mayor Friederich, con la esperanza compartida de desestabilizar a Europa y traer de vuelta el Sacro Imperio Romano, liderada por su Alemania natal.
Tiene una rivalidad muy amarga con Jita Phrygianos y su hermano, por considerar que son Adeptos inútiles, incluso provocando una pelea con ella, obligándola a asumir la responsabilidad.
Cuando su hermano intentó usar a la Madre de Dios, siendo defendida por Sasha, Ekaterina y Tasuku, terminó terriblemente desfigurado y muerto.
Milk (ミルケ?)
Ella es un miembro presumiblemente joven de Los Adeptos. Curiosamente, tiene su cara siempre oculta por una máscara de gas. Nunca habló desde su aparición, pero se sabe que su elemento es el hidrógeno.Se le vio varias veces con Jita.
Wan Chen
Seiyū: Kenji Hamada
Presumiblemente de ascendencia China. Un Adepto de gran poder e importancia dentro de la organización. Un Qwaser que controla el silicio, puede crear estacas, generar cristales para su uso como espada o moldearlo a su voluntad. También es capaz de fusionar su poder con otros elementos, como el carbono de Jita, resultando en carburo de silicio.
Su pasado fue trágico, según relata su familia fue masacrada y saqueada por ser de raza y religión distinta, siendo el único sobreviviente ya que sus poderes de Qwaser se liberaron en un estallido de rabia, matando así a sus agresores, conservando como secuela la cicatriz que le cruza el rostro y una personalidad sádica y vengativa.
Fue enviado a la Academia Seirei, haciéndose pasar por profesor, para obtener el Trueno de Magdalena. Como el silicio es un componente principal en los chips de computadora esto le permitió usar sus poderes para acceder y controlar directamente el equipo que contiene el programa de realidad virtual avanzada, descubriendo fácilmente quien poseía el Circuito Elemental, logrando hacerse con él y volviéndose sumamente poderoso, pero finalmente fue vencido por Sasha y Mafuyu.
Astarte (アスタルテ Astarte?)
Seiyū: Mai Gotō
Es una pequeña niña que ha estado en el escondite de los Adeptos durante toda su vida, nunca habiendo salido de él. Dice que su persona más importante es su perro, Selene. Doukan es quien cuida de ella.
Según ella misma dice, es la María más poderosa descubierta, debido a que su Soma es de una calidad altísima. Los Adeptos se refieren a ella como «Madrina».
Desarrolla una amistad con Tomo en el breve periodo en que estuvo en el escondite.
Sanada Doukan
Es otro miembro sin rango específico, pero es quien cuida a la pequeña Astarté. Su elemento es el Wolframio (Tungsteno).

#### Meteora
Nami Okiura
Seiyū: Sayuri Yahagi
También conocida como Frenzy Nami, es uno de los oficiales principales de Meteoro. Crea una fachada, aparentando ser una chica común, vicepresidenta del Consejo de Estudiantes de la Academia St. Mihailow, que disfruta de trabajar en él, haciéndose amiga de la presidenta del mismo, Yumie Hiiragi.
Ella se comporta y tiene capacidades similares a un vampiro, ya que al morder los pechos de sus presas, estás se ven infectadas con un virus, pudiendo ser manipuladas con facilidad. Cuando se le indica actuar, somete violentamente a Yumie, volviéndola su títere. En el anime, ella hizo lo mismo con Mafuyu, enfrentándola con Sasha, quién casi la mata a no ser por la oportuna llegada de Teresa.
Clifford C.J. Crawford
Al igual que Nami, parece ser uno de oficiales principales de Meteoro. no se ha dicho mucho de él...

### Academias

#### Academia Saint Mihailov
Escenario de los acontecimientos de la primera temporada. Es una academia Ortodoxa Oriental ubicada en Japón, con amplias áreas verdes y edificaciones. Dentro de sus propiedades esta la iglesia regida por el Padre Yuri, en cuyo interior se encuentran varios de los cuadros pintados por el anterior decano, Yuudai Yamanobe, además de un lago donde estaba sellado el Santuario Acuático, lugar donde se mantenía oculto el icono Madre de Dios de Tsarytsin.
Teresa Beria (テレサ＝ベリア Teresa Beria?, Тереза Берия)
Seiyū: Minori Chihara
Una monja ortodoxa serbia, que vive en San Mihailov, amante de cuidar a las flores de los jardines. La mayor parte del comienzo de la serie no muestra algún tipo de emoción, aparte de la sorpresa o la vergüenza. Esto se explica al revelarse su pasado: Cuando pequeña era parte de un convento ortodoxo serbio de Krajina, durante las guerras yugoslavas, era alegre e hiperactiva hasta que un grupo de milicianos, liderados por Croa «Gas Chamber», asaltaron y saquearon el convento, matando y violando a sus ocupantes en una sangrienta masacre, Teresa observó todo desde el interior de un armario, resultado la única sobreviviente. Solo cuando Sasha le dio su apoyo fue que pudo ayudar derrotar a Croa, sintiéndose en paz consigo misma y pudiendo sonreír por primera vez en muchos años.
Teresa es la principal María de Sasha en la primera temporada, a veces pudiéndose notar que siente algo por él, y, para ser un humano ordinario, está bien versada en combate, usando un arco para ataques de largo alcance o en lucha cuerpo a cuerpo.
En su aspecto está el detalle gracioso de dos mechones de cabello curiosos, semejantes a dos coletas, que tiene en la parte alta de su cabeza, que se ven y actúan como las orejas de un cachorro, según la situación en la que se encuentre Teresa.
Hana Katsuragi (桂木华 Katsuragi Hana?)
Seiyū: Yōko Hikasa (anime) / Ai Shimizu (Drama CD)
Una estudiante de la clase 1-A. Actúa como un matón en la escuela, pero también es el principal artífice de los abusos físicos que Mafuyu y Tomo tienen que soportar todos los días.
Acompañó a Miyuri cuando se encontró con Ekaterina poco después de su llegada a Japón, y se siente avergonzada por el instantáneo interés que causa Ekaterina en ella. Ekaterina consciente de ello actúa como un ser vulnerables y finge un desmayo al quedarse a solas con ella en un vestuario, usando su poder en el cableado de cobre para sumir la habitación en la oscuridad. Hana sucumbió a la tentación y la besó en el brazo, al momento Ekaterina restauró las luces y abusó verbalmente de ella, chantajeándola y acusándola de pervertida, llamándola Magdalena (otra María mencionada en la Biblia, creía por muchos una prostituta), y eligiéndola como su proveedora de Soma y esclava personal.
Desafortunadamente para ella, esta relación con Ekaterina significaba que ella fuera usada con frecuencia por el enemigo, como sucedió con Yuu Kuchiba, que la secuestraro y le extrajo su Soma hasta el punto de agotamiento.
Tiene que soportar el abuso diario y la tortura sexual (BDSM) por parte de Katja, al final cogiéndole gusto y desarrollando un gran amor hacia ella.
En la segunda temporada Ekaterina la deja sin darle razones y después de sus fallidos intentos encontrarla es asignada como la nueva María Sasha, tomándoselo ella como una forma de mejorar para Ekaterina. Termina siendo la portadora del Trueno de Magdalena después de que Tsubasa se lo pasara, pudiendo desarrollar una capacidad de vuelo y la manipulación de grandes corrientes eléctricas.
Miyuri Tsujidō (辻堂美由梨 Tsujidō Miyuri?)
Seiyū: Ayako Kawasumi (anime) / Ryoka Yuzuki (Drama CD)
La hija del actual decano de la Academia de San Mihailov, sucesor del padre de Tomo. Si bien es una joven hermosa y bien dotada, Miyuri es muy mandona, arrogante y orgullosa, por lo que trata de ocultar su falta de respeto a Tomo y Mafuyu, y las intimida a diario, con el apoyo de Hana.
Profundamente dolida con Sasha, que la humilla cuando ella intenta ganárselo, «se venga» dando la bienvenida y el cuidado a Ekaterina Kurae, el Qwaser de cobre.
Cabe señalar que Miyuri es muy rica, basándose en regalos caros que le da a Ekaterina y el hecho de que poseyera un huevo de Fabergé junto con otros tesoros antiguos.
A pesar de todo, se puede suponer que ella realmente le importan las personas que le rodean, señalándose la oportunidad se desnudó para un grupo de terroristas, con el fin de evitar el mismo calvario a Ekaterina, Mafuyu y los demás.
Ella disfrutó brevemente ser un Qwaser (teniendo poderes y volviéndose una heroína, luchando contra el crimen y deteniendo posibles catástrofes), pero volvió a la normalidad al final.
Fumika Mitarai (御手洗史伽 Mitarai Fumika?)
Seiyū: Kana Hanazawa
Fumika es la presidenta de la clase 1-A. La molestan a menudo llamándola «Señorita Retrete» por un juego de palabras con su nombre. Es muy retraída y tímida al comienzo, volviéndose más adelante un poco más extrovertida.
Cuando Eva Silver, junto a Q y R llegaron a la Academia St. Mihailov, Fumika se rebela ante los abusos de Eva, terminando herida por un corte en la mejilla. Estando a punto de ser cortada en pedazos es salvada por Alexander, por quien siente un afecto y admiración especial.
Un constante chiste es que Fumika es quien tiene el busto más pequeño de todas las mujeres que la rodean, siempre sintiéndose humillada por eso.
Mutsumi Sendou (仙道六実 Sendou Mutsumi?)
Seiyū: Nami Kurokawa
Excompañera de Sasha, fue su primera María. Es la actual proveedora de soma y amante de Tasuku Fujiomi. Al igual que Tasuku, viene de la Academia Seiganji.
Mutsumi es una chica optimista, alegre y bien dotada, que no se deja someter por inhibiciones de ningún tipo. Declarándose abiertamente bisexual y mostrando un interés particular por Mafuyu.
Lulu Shiizaki (椎崎 るる Shiizaki Ruru?)
Seiyū: Satomi Akesaka
Una chica de gafas que asistía a la misma clase de Ekaterina. Era muy reservada por considerarse más inteligente que el resto de sus compañeros, por lo que no tenía amigos. Desarrollo una aversión hacia Ekaterina, tras descubrirla en una de sus sesiones de tortura hacia Hana.
Cuando su padre se fue de la casa, su madre, pensando que lo recuperaría, comenzó a asistir a sesiones de «desintoxicación» de pechos, que aseguraban aumentar su tamaño y liberarlos de enfermedades, todo esto a cargo de un instituto sospechoso conocido como «Sociedad Universal de Investigación para el Tratamiento de Pechos». Al comentarle a su madre que necesitaba un sujetador nuevo, está le obligó a asistir a una de las sesiones.
Ekaterina y Sasha dijeron que no intervendrían en lo que hacia el instituto, pero al verse Hana envuelta en sus trampas, Ekaterina acudió para vencer al creador del instituto, un Qwaser fracasado que se había vuelto adicto al Soma y lo acumulaba. Ekaterina destruyó la organización, logrando a su vez que Ruru y su madre mejoraran su vínculo madre-hija. Por lo visto, Ruru, agradecida, comenzó a tratar a Ekaterina con más amabilidad desarrollando una amistad con ella, volviéndose su ayudante en algunas tareas, su esclava y proveedora de Soma ocasional.
Yumie Hiiragi (柊 弓江 Hiiragi Yumie?)
Seiyū: Rina Satō
Presidenta del Consejo Estudiantil de la Academia St. Mihailov. Cuando Mafuyu se va de la Academia y Miyuri comienza a montar proyectos alocados se encarga de manterla a raya. Es usada como títere por Nami Okiura.
Edgar (エドガー Edogā?)
Seiyū: Kaoru Mizuhara
Un niño andrógino que aparece después de los acontecimientos en la Academia Seirei. Se hizo amigo de Miyuri y la sigue a todas partes, sobre todo cuando se trata de algunos de sus proyectos y es su asistente cuando ella actúa como Madame Lily, demostrando ser él quien está detrás de las predicciones acertadas.
Anteriormente, fue un esclavo de Frederich Tanner, siendo abusado constantemente por él al instalar el «Oro de Noé» en su cuerpo. Le pide protección a Sasha, teniéndole gran admiración por ser quien derrotó a su antiguo amo.
Se especula que también puede guardar relación con el Qwaser de Oro.
Urara Oikawa (及川 麗 Oikawa Urara?)
Seiyū: Sayaka Ohara
Una mujer de voluminoso pecho, es la enfermera de la Academia.
Es una antigua amiga de Shin'Ichiro Ootori y Yamanobe Yuudai, y les ayudó con sus investigaciones y planes. A pesar de su trabajo común como enfermera, tiene conexiones con Athos y es consciente de los movimientos de los Qwasers.
Es una persona tranquila, fumadora frecuente y por lo general es la encargada de curar las heridas después de las batallas.
Se insinúa a Sasha ocasionalmente por primera, llegando a tener un encuentro cercano con él en su oficina.
Yuri Noda (ユーリ＝野田 Yuri Noda?)
Seiyū: Susumu Chiba
Padre de la Iglesia de la Academia Saint Mihailov, está al servicio de Athos. No se sabe mucho de él.
Se sugiere que el parche que lleva en su ojo sirve de sello para sus poderes.

#### Academia Seirei
Escenario inicial de la segunda temporada. Una academia exclusiva para mujeres, reconocida por «fabricar» genios, ya que posee un sistema de realidad virtual capaz de extraer el potencial mental humano.
Tsubasa Amano (天乃 翼 Amano Tsubasa?)
Seiyū: Yoshino Nanjou
Es una compañera de clases de Hana y Sasha mientras están en la Academia Seirei, y siendo de hecho la nieta del fundador y antiguo director de la misma. Es buena en la computación, siendo alabada por el mismo Wan Chen.
En el anime, usa una silla de ruedas, debido a un accidente dentro del mundo virtual. A pesar de que las lesiones físicas fueron causadas en dicho entorno, ella mantiene su completa movilidad corporal estando dentro del mismo. Por el contrario en el manga fue intimidada en la escuela y su situación es muy distinta a la mostrada en el anime.
Ella y Miyuki Seta comparten una estrecha relación, ya que los padres de ambas murieron siendo ellas todavía unas niñas, formando desde entonces una amistad. Al fallecer de su abuelo, su único familiar cercano, y debido a su mal estado físico queda en manos de su única amiga, Miyuki. Sin embargo, la dependencia de cuidarla a la que se vería sujeta su amiga crea una cierta fricción entre ambas.
Cuando Sasha prueba su Soma determina que ella no posee el Trueno de Magdalena, conclusión de que resulta ser incorrecta. Ella es secuestrada por Wan Chen, siendo retenida contra su voluntad para despertar a un programa que su abuelo había diseñado, que podía darle el poder al Qwaser de controlar las computadoras en todo el mundo.
En el anime, Hana toma el Trueno de Magdalena de Tsubasa, haciendo de ella una chica normal, permitiéndole vivir junto a Miyuki como feliz pareja. En el manga, Wan Chen fuerza hasta romper la conexión entre su cuerpo y el entorno virtual donde se encontraba su conciencia, un proceso que se cree que la mató, dejándola en un estado de coma. Aunque mucha gente (especialmente Miyuki) cree que ella logró escapar y con el tiempo va despertar.
Miyuki Seta (瀬田 みゆき Seta Miyuki?)
Seiyū: Harumi Sakurai
Líder de la Hermandad, un grupo de estudiantes de élite que (según dice Ayame Satsuki) superan al consejo de estudiantes en términos de influencia. Es una de las mejores estudiantes de la academia, aparte de muy venerada por las demás estudiantes debido a su conocimiento académico y atlético, siendo considerada como su hermana mayor. Ella fue la amiga de la infancia de Tsubasa, teniendo con ella una relación muy cercana, hasta el punto de que su apego tiene cierto grado de interés romántico.
Ella desafía a Sasha a un duelo dentro del sistema de realidad virtual, ya sospecha de que podría ser la culpable de una serie de acosos sexuales, pero después de un duro combate es ella quien termina derrotada. Debido a las reglas de la academia, quien perdiera el combate debía de seguir las órdenes de la ganadora, Sasha la cita en su alcoba y adsorbe su Soma, determinando que ella no es la poseedora del Trueno de Magdalena.
Tras darse cuenta de Tsubasa es prisionera de Wan Chen comienza a luchar contra él, trayendo consigo una pieza de ajedrez que proyecta un símbolo en su pecho que se transforma en una armadura de cuerpo completo, parecida a los usadas en el sistema de realidad virtual. Termina ayudando a Sasha en la lucha contra el Adepto.
En el manga, Miyuki se mantiene al lado de Tsubasa en estado de coma, a la espera de que se despertara, cosa que es cambiada en el anime, ya que después de la muerte de Wan Chen, Miyuki y Tsubasa son capaces de vivir como estudiantes normales, estrechando su relación.
Ayame Satsuki (皐月 あやめ Satsuki Ayame?)
Seiyū: Yuiko Tatsumi
Una estudiante de la Academia Seirei, compañera de dormitorio de Miyuki. Tiene habilidad con la computación.
Al llegar a la Academia era una chica tímida que usaba lentes, siendo desplazada y motivo de burlas por sus compañeras, interviniendo Miyuki para animarla. A partir de entonces Ayame siente una profunda admiración por ella, llegando al punto de que cuando Miyuki es derrotada por Sasha, intentara fervosamente vengarla, aunque siempre terminando humillada.
Al estar separada de Miyuki y encontrarse por casualidad con Ekaterina, termina forjando un vínculo de ama-esclava con ella, siendo bastante rebelde al comienzo.

## Medios de comunicación

### Manga
El manga está escrito por Hiroyuki Yoshino e ilustrado por Kenetsu Sato. «Seikon no Qwaser» es actualmente publicado por Akita Shoten en la revista mensual Champion Red. Los capítulos fueron recogidos en formato de tankōbon.
Esta serie se licencia en Argentina por la Editorial Ivrea, en Francia por Kazé Manga, y en Taiwán por Ever Glory Publishing. En inglés Tokyopop anunció la concesión de licencias de esta serie en septiembre de 2009.
| N.º | Fecha de publicación     | ISBN                   |
| --- | ------------------------ | ---------------------- |
| 01  | 20 de diciembre de 2006  | ISBN 978-4-253-23103-9 |
| 02  | 20 de abril de 2007      | ISBN 978-4-253-23104-6 |
| 03  | 20 de septiembre de 2007 | ISBN 978-4-253-23105-3 |
| 04  | 20 de febrero de 2008    | ISBN 978-4-253-23106-0 |
| 05  | 18 de julio de 2008      | ISBN 978-4-253-23107-7 |
| 06  | 19 de diciembre de 2008  | ISBN 978-4-253-23108-4 |
| 07  | 20 de abril de 2009      | ISBN 978-4-253-23109-1 |
| 08  | 18 de diciembre de 2009  | ISBN 978-4-253-23476-4 |
| 09  | 20 de abril de 2010      | ISBN 978-4-253-23477-1 |
| 10  | 10 de octubre de 2010    | ISBN 978-4-253-23478-8 |
| 11  | 18 de marzo de 2011      | ISBN 978-4-253-23479-5 |
| 12  | 19 de agosto de 2011     | ISBN 978-4-253-23480-1 |
| 13  | 20 de enero de 2012      | ISBN 978-4-253-23481-8 |
| 14  | 20 de junio de 2012      | ISBN 978-4-253-23482-5 |
| 15  | 20 de diciembre de 2012  | ISBN 978-4-253-23483-2 |
| 16  | 20 de mayo de 2013       | ISBN 978-4-253-23484-9 |
| 17  | 28 de octubre de 2013    | ISBN 978-4-253-23485-6 |
| 18  | 20 de marzo de 2014      | ISBN 978-4-253-23486-3 |
| 19  | 20 de agosto de 2014     | ISBN 978-4-253-23487-0 |
| 20  | 20 de enero de 2015      | ISBN 978-4-253-23488-7 |
| 21  | 19 de junio de 2015      | ISBN 978-4-253-23801-4 |
| 22  | 20 de noviembre de 2015  | ISBN 978-4-253-23802-1 |

### Anime
Desde enero a junio del 2010, Mainichi Housou, TOKYO MX, AT-X en conjunto con otros canales, emitieron los 24 episodios de la primera temporada.
A partir del 15 de enero del 2010 se comenzó a emitir en diversos lugares todos los viernes a las 0.00 la versión del director del anime, con todas las escenas y diálogos que habían sido censuradas en las pantallas de TV abierta por reglamentación.
| Episodio | Nombre                                | Fecha de estreno      |
| -------- | ------------------------------------- | --------------------- |
| #01      | Noche de Terror                       | 9 de enero de 2010    |
| #02      | Falsa Amistad                         | 16 de enero de 2010   |
| #03      | Aquellos que Buscan                   | 23 de enero de 2010   |
| #04      | La Reina y Yo                         | 30 de enero de 2010   |
| #05      | El Lirio Blanco de la Batalla         | 6 de febrero de 2010  |
| #06      | El Huevo de la Princesa               | 13 de febrero de 2010 |
| #07      | La Blanca María                       | 20 de febrero de 2010 |
| #08      | Las Dos Caras de Atomis (Parte 1)     | 27 de febrero de 2010 |
| #09      | Las Dos Caras de Atomis (Parte 2)     | 6 de marzo de 2010    |
| #10      | Mi Primera (?) Retención en casa      | 13 de marzo de 2010   |
| #11      | La Cruz de la Bruja                   | 20 de marzo de 2010   |
| #12      | La espada de Sangre Fresca            | 27 de marzo de 2010   |
| #13      | Una noche en la primavera de hierro I | 3 de abril de 2010    |
| #14      | Melancolía de Tsujido Miyuri          | 10 de abril de 2010   |
| #15      | Anglo-Russian Entente                 | 17 de abril de 2010   |
| #16      | La convicción del Phoenix             | 24 de abril de 2010   |
| #17      | El evangelio de fuego                 | 1 de mayo de 2010     |
| #18      | La trampa de Uróboros                 | 8 de mayo de 2010     |
| #19      | El Jardín Secreto                     | 15 de mayo de 2010    |
| #20      | El guardián de la Princesa            | 22 de mayo de 2010    |
| #21      | El Santuario acuático                 | 29 de mayo de 2010    |
| #22      | Trinidad - Gehenna                    | 5 de junio de 2010    |
| #23      | Sasha el Mártir                       | 12 de junio de 2010   |
| #24      | ¡Vive tu vida todo lo que puedas!     | 19 de junio de 2010   |

#### OVA
Una OVA fue publicada con el nombre de Seikon no Qwaser: El retrato de la Emperatriz junto con el volumen 10 del manga en una edición limitada para DVD el 20 de octubre de 2010. Esta OVA viene a ser el episodio 10.5 de la primera temporada.

#### Seikon no Qwaser II
En diciembre de 2010, en el sitio oficial de Champion Red, se anunció que en febrero del 2011 se estaría terminando de grabar la continuación de la animación, bajo el nombre de Seikon no Qwaser II, la cual comenzó a emitirse a partir del 11 de abril del 2011 y terminó el 28 de junio de 2011. Sobre una posible tercera temporada, es desconocido pero probable.
| Episodio | Nombre                                                                 | Fecha de estreno    |
| -------- | ---------------------------------------------------------------------- | ------------------- |
| #01      | La Princesa Lirio de Plata                                             | 11 de abril de 2011 |
| #02      | La ubicación de Magdalena                                              | 18 de abril de 2011 |
| #03      | La trampa del Cuarzo                                                   | 25 de abril de 2011 |
| #04      | La jaula de espinas                                                    | 2 de mayo de 2011   |
| #05      | El sacrificio de la bruja                                              | 9 de mayo de 2011   |
| #06      | Reunión                                                                | 16 de mayo de 2011  |
| #07      | Madam Lily, la Pitonisa de Pechos                                      | 23 de mayo de 2011  |
| #08      | La hermosa competidora                                                 | 30 de mayo de 2011  |
| #09      | Emoción en el Festival de Fundación                                    | 6 de junio de 2011  |
| #10      | Una comedia saltando por el cielo                                      | 13 de junio de 2011 |
| #11      | Una noche en la primavera de hierro II                                 | 20 de junio de 2011 |
| #12      | Terminan los días de paz, los engranajes del destino comienzan a girar | 27 de junio de 2011 |

#### Banda sonora
| Fecha de Lanzamiento                                     | Título                      | Letra    | Composición                                                 | Cantante y voces adicionales                                                                                       |
| -------------------------------------------------------- | --------------------------- | -------- | ----------------------------------------------------------- | --- |
| 27 de enero de 2010 (Single CD)                          | Errand                      | Aki Hata | Compuesta/Organizadas por Daisuke Kikuta (Elements Garden)  | Cantado por Faylan como la Opening I                                                                               |
| 21 de abril de 2010 (Single CD)                          | Baptize                     | YUI      | Compuesta/Organizadas por Daisuke Kikuta (Elements Garden)  | Cantado por Yousei Teikoku como Opening II                                                                         |
| 10 de febrero de 2010 (Single CD)                        | Passionate Squall           | Aki Hata | Compuesto/Arreglado por Tom H@ck                            | Cantado por Ayumi Fujimura, Aki Toyosaki, Minori Chihara, Aya Hirano, Yōko Hikasa (Voces de seiyûs) como Ending I  |
| 10 de febrero de 2010 (Canción del CD Passionate Squall) | Mimei no Inori (未明の祈り) | Aki Hata | Compuesto por Satoru Takada y arreglado por Katsuya Yoshida | Cantado por Minori Chihara como Ending II (Dedicado al episodio 5)                                                 |
| 12 de mayo de 2010 (Single CD)                           | Wishes Hypocrites           | Aki Hata | Compuesto por Katsuya Yoshida y arreglado por Satoru Takada | Cantada por Ayumi Fujimura, Aki Toyosaki, Minori Chihara, Aya Hirano, Yōko Hikasa (Voces de seiyûs) como Ending II |

### Radio En línea
Lantis ha aprovechado la oportunidad presentada por el anime para producir un programa de radio por Internet, protagonizado por Aki Toyosaki como Yamanobe Tomo y Yōko Hikasa como Katsuragi Hana.
| Primera Etapa          | Primera Etapa   | Primera Etapa                         | Primera Etapa               | Primera Etapa | Primera Etapa                        |
| LUGAR DE GRABACIÓN     | ESTACIÓN        | FECHAS DE GRABACIÓN                   | HORARIOS DE DIFUSIÓN        | SERIE DE TV   | COMENTARIOS                          |
| ---------------------- | --------------- | ------------------------------------- | --------------------------- | ------------- | ------------------------------------ |
| Región de Kinki        | Maihichi Housou | 9 de enero de 2010- 19 de junio       | Sábados 03:28 - 03:58       | TBS系列       | アニメシャワー04                     |
| Por todo Japón         | Anime-kun       | 10 de enero de 2010 - 20 de junio     | Domingo 12:00 Actualización | Internet      | Versión TV（1週間限定無料配信）      |
| Chiba                  | Chiba TV        | 11 de noviembre de 2010 - 21 de junio | Lunes 01:30 - 02:00         | 独立UHF局     |                                      |
| Prefectura de Saitama  | Saitama         | 11 de noviembre de 2010 - 21 de junio | Lunes 01:30 - 02:00         | 独立UHF局     |                                      |
| Tokio                  | TOKYO MX        | 11 de noviembre de 2010 - 21 de junio | Lunes 02:30 - 03:00         | 独立UHF局     |                                      |
| Prefectura de Kanagawa | TVK             | 12 de enero de 2010 - 22 de junio     | Martes 01:45 - 02:15        | 独立UHF局     | 第14話において局独自の追加修正を実施 |
| A lo largo de Japón    | Anime-kun       | 15 de enero de 2010-                  | Viernes 24:00 Actualización | ネット配信    | ディレクターズカット版（有料配信）   |
| A lo largo de Japón    | AT-X            | 26 de enero de 2010 -                 | Martes 11:30 - 12:00        | CS放送        | リピート放送あり                     |
| Segunda Etapa          |                 |                                       |                             |               |                                      |
| Lugar de grabación     | ESTACIÓN        | FECHAS DE GRABACIÓN                   | HORARIOS DE DIFUSIÓN        | SERIE DE TV   | COMENTARIOS                          |
| Tokio                  | TOKYO MX        | 11 de abril de 2010 -                 | Lunes 02:30 - 03:00         | 独立UHF局     |                                      |
| Por todo Japón         | Anime-kun       | 12 de abril de 2011 -                 | Martes 12:00 Actualización  | ネット配信    | テレビ放送版（1週間限定無料配信）    |
| Chiba                  | Chiba TV        | 13 de abril de 2011 -                 | Miércoles 02:00 - 02:30     | 独立UHF局     |                                      |
| Por todo Japón         | Anime-kun       | 17 de abril de 2011 -                 | Domingo 24:00 Actualización | ネット配信    | ディレクターズカット版（有料配信）   |
| Por todo Japón         | AT-X            | 19 de abril de 2011 -                 | Martes 11:30 - 12:00        | CS放送        | リピート放送あり                     |

### Drama CD
El 12 de septiembre del 2010 se lanzó un Drama CD bajo el nombre «Seikon no Qwaser ~ el Huevo de la Princesa"
La seiyū principal en el papel de Teresa protagonizado por Minori Chihara y es la única que hace el mismo personaje en el anime, los demás son totalmente cambiados.
- Alexander «Sasha» Nikolaevich Hell - Junko Minagawa
- Oribe Mafuyu - Hitomi Nabatame
- Yamanobe Tomo - Kaori Nazuka
- Teresa Berea - Minori Chihara
- Ekaterina «Katja» Kurae - Ui Miyazaki
- Miyuri Tsuzidou - Yugi Riyou Kaori
- Katsuragi Hana - Ai Shimizu
- Fool - Hajime Horie